# Гај Касије Лонгин (сенатор)
Гај Касије Лонгин (лат. Caius Cassius Longinus, пре 85. године п. н. е. – октобар 42. године п. н. е.) био је римски сенатор и државник који је, уз Марка Јунија Брута, био вођа завере у којој је убијен Јулије Цезар.
У младости је студирао филозофију на острву Родосу где је такође овладао грчким језиком. Оженио се Јунијом Терцијом, полусестром Марка Јуније Брута.
Као квестор служио је Марка Лицинија Краса током похода против Парћана 53. године п. н. е. Упркос Касијевим упозорењима Крас се упустио у отворену битку са Парћанима код Каре где је римска војска тешко поражена, а Крас убијен на превару. Касије је успео да спасе остатке римске војске и одведе је у римску Сирију. Након Красовог пораза, две године је био провинцијски намесник Сирије. 
По повратку у Рим 50. године п. н. е. Касије је био оптужен за изнуђивање новца од провинцијалаца. Избијање грађанског рата између Цезара и Гнеја Помпеја спасло га је од суђења. Као један од народних трибуна за 49. године п. н. е. Касије се придружио оптиматима. Кад је Цезар прешао Рубикон и кренуо на Рим, Касије је побегао Помпеју који га је произвео у свог заповедника флоте. Током 48. године п. н. е. Касије је у водама Сицилије уништавао Цезарове бродове. Међутим, када му је стигла вест о Помпејевом поразу код Фарсале решио је да отплови за Хелеспонт и удружи се са понтским краљем Фарнаком II. Током путовања на исток Касија је заробио Цезар и натерао га је на предају. Уз све то, као Цезаров легат Касије је морао да служи у рату против истог оног Фарнака на кога је раније рачунао као савезника у борби са Цезаром. Најзад, Касије је одбио да следи Цезара у борби са помпејевцима предвођених Катоном Млађим, тако да се вратио у Рим и повукао из политичког живота.
По Цезаровој победи у грађанском рату, Касије је постао претор перегрин, при чему је по истеку службе требало да добије Сирију на управу. У међувремену, почео је заједно са шураком Јунијем Брутом да плете заверу против Цезара захтевајући од истомишљеника подршку за тираноубиство. На Мартовске иде 44. године п. н. е. Касије не само да је позвао заверенике на акцију већ је и задао Цезару ударац у главу. Ипак, цезароубице нису желели нови грађански рат, тако да нису побили најближе Цезарове сараднике. Марко Антоније је искористио прилику да придобије римску светину против завереника, тако да су Брут и Касије морали да напусте Рим и преузму позиције у далеким провинцијама.
На Истоку Касије је успео да окупи 12 легија и стекне савезнике међу провинцијским намесницима и локалним владарима. Након што је овладао Сиријом, у Смирни се придружио Бруту ради борбе са цезаровцима који су се удружили у Други тријумвират. Код Филипа у је 42. године п. н. е. Македонији дошло је до одсудних борби између републиканаца и цезароваца. Док је Брут потукао Октавијанове легије, Касије је претрпео пораз у борби са Антонијем. Несвестан да битка није завршена потпуним сломом, Касије је извршио самоубиство. Брут га је оплакао и, као последњег Римљанина, сахранио на Тасосу.